# Koeweitse voetbalbeker 1988
De Koeweitse voetbalbeker 1988 (Emir Cup) was de 28ste editie van de strijd om de nationale voetbalbeker van Koeweit, die werd georganiseerd door de Koeweitse voetbalbond (KFA). Het toernooi vond plaats in mei 1988. Kuwait SC won de beker voor de zevende keer in de clubgeschiedenis door Kazma FC in de eindstrijd met 1–0 te verslaan. Zodoende prolongeerde Kuwait SC zijn titel. Al-Arabi verloor de strijd om de derde plaats: de club werd door Al-Fahaheel in de troostfinale met 1–0 verslagen.

## Schema
|  | halve finale | halve finale |  |          | finale    | finale   |
|  |              |              |  |          |           |          |
|  | mei 1988     |              |  |          |           |          |
|  | Kuwait SC    | 1            |  |          |           |          |
|  | Al-Fahaheel  | 0            |  |          | mei 1988  | mei 1988 |
|  |              |              |  |          | Kuwait SC | 1        |
|  | mei 1988     | mei 1988     |  | Kazma SC | 0         |          |
|  | Kazma SC     | 2            |  |          |           |          |
|  | Al-Arabi     | 0            |  |          |           |          |

1962 · 
1963 · 
1964 · 
1965 · 
1966 · 
1967 · 
1968 · 
1969 · 
1970 · 
1971 · 
1972 · 
1973 · 
1974 · 
1975 · 
1976 · 
1977 · 
1978 · 
1979 · 
1980 · 
1981 · 
1982 · 
1983 · 
1984 · 
1985 · 
1986 · 
1987 · 
1988 · 
1989 · 
1990 · 
1991 · 
1992 · 
1993 · 
1994 · 
1995 · 
1996 · 
1997 · 
1998 · 
1999 · 
2000 · 
2001 · 
2002 · 
2003 · 
2004 · 
2005 · 
2006 · 
2007 · 
2008 · 
2009 · 
2010 · 
2011 · 
2012 · 
2013 · 
2014